# Carlos Melchor Díaz
Carlos Melchor Díaz Villavicencio (Santa Cruz de la Sierra, Bolivia; 17 de julio de 1967) es un economista, docente universitario y político boliviano que ocupó el alto cargo de Ministro de Desarrollo Económico de Bolivia desde el 16 de junio de 2005 hasta el 22 de enero de 2006, durante el gobierno del presidente Eduardo Rodríguez Veltzé así como también fue Ministro de Planificación del Desarrollo de Bolivia desde el 15 de noviembre de 2019 hasta el 4 de agosto de 2020 durante el gobierno de la presidenta Jeanine Áñez Chávez Cabe mencionar que fue el único ministro que llegó a estar presente en dos gobiernos interinos de transición.

## Biografía
Carlos Melchor Díaz nació el 17 de julio de 1967 en la ciudad de Santa Cruz de la Sierra. Comenzó sus estudios escolares en 1972 saliendo bachiller el año 1984 en su ciudad natal. Continuó con sus estudios profesionales, titulándose como economista de profesión el año 1990. Durante su vida laboral, Díaz se desempeñó como docente universitario. Desde 2017, ocupa el cargo de Presidente del Directorio de la Universidad Privada de Santa Cruz de la Sierra (UPSA).

### Ministro de Desarrollo Económico (2005-2006)

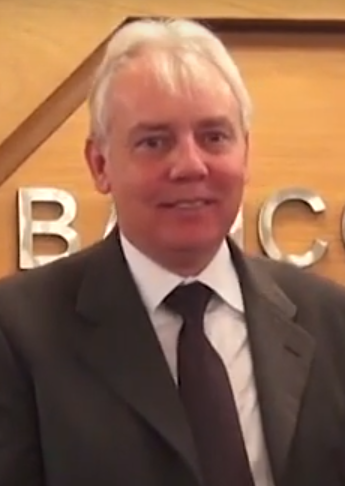
Ministro Carlos Melchor Díaz en febrero del año 2020.

El 16 de junio de 2005, el Presidente de Bolivia Eduardo Rodríguez Veltzé posesionó al entonces joven economista cruceño de 38 años de edad Carlos Melchor Díaz como el nuevo ministro de Desarrollo Económico de Bolivia, en reemplazo del arquitecto cruceño Walter Kreidler Guillaux. Cabe recordar, que el gobierno de Rodríguez Velté se convirtió en un gobierno transitorio entre Carlos Mesa y Evo Morales Ayma. Ocupó el cargo hasta el 22 de enero de 2006, siendo reemplazado por Celinda Sosa.

### Ministro de Planificación del Desarrollo de Bolivia (2019-2020)
El 15 de noviembre de 2019, la Presidenta de Bolivia Jeanine Añez Chávez posesionó al economista de 52 años de edad Carlos Melchor Díaz en el cargo de ministro de Planificación del Desarrollo de Bolivia, en reemplazo de la administradora de empresas paceña Mariana Prado Noya (masista).
| Predecesor: Mariana Prado Noya       | Ministro de Planificación del Desarrollo de Bolivia 15 de noviembre de 2019 - Actualidad | Sucesor:                    |
| Predecesor: Walter Kreidler Guillaux | Ministro de Desarrollo Económico de Bolivia 16 de junio de 2005 - 22 de enero de 2006    | Sucesor: Celinda Sosa Lunda |